# گوری (گرجستان)
گوری (به گرجی: გორი) یک شهر صنعتی در ایالت شیدا کارتلی گرجستان است. این شهر توسط یکی از بزرگ‌ترین شاهان گرجستان به نام داویت چهارم (۱۰۸۹–۱۱۲۵) بنیان گذاشته‌ شد. این شهر محل تولد ژوزف استالین دومین رهبر شوروی می‌باشد. گوری از منظر هوایی بیشتر به یک دهکده سرسبز شبیه است تا شهری صنعتی و پرمشغله.

## معرفی کلی
گوری (به گرجی:გორი) شهری در شرق گرجستان است که به عنوان پایتخت منطقه ای شیدا کارتلی عمل می کند و در محل تلاقی دو رودخانه متکواری و لیاخوی واقع شده است. گوری پنجمین شهر پرجمعیت گرجستان است. نام آن از کلمه گرجی گورا (გორა) گرفته شده است که به معنای «تپه»، «پشته» یا «کوه» است.
سکونتگاهی که از دوره هلنیستی در اینجا شناخته شده است، با قلعه گوری که حداقل در قرن هفتم ساخته شده است، در قرن دوازدهم وضعیت شهر را تشکیل کرد. گوری یک دژ نظامی مهم در قرون وسطی بود و به دلیل قرار گرفتن در بزرگراه اصلی که بخش‌ های شرقی و غربی گرجستان را به هم متصل می‌کرد، از اهمیت استراتژیک برخوردار بود. گوری در طول تاریخ خود بارها مورد هجوم ارتش قدرت های منطقه قرار گرفته است. این شهر در طول جنگ روسیه و گرجستان در سال ۲۰۰۸ توسط نیروهای روسی اشغال شد. گوری همچنین به عنوان زادگاه رهبر و سیاستمدار شوروی جوزف استالین، طراح موشک بالستیک الکساندر نادیرادزه و فیلسوف مراب مامارداشویلی شناخته می شود.

## جغرافیا و آب و هوا
گوری در ۸۶ کیلومتری غرب تفلیس پایتخت گرجستان، در محل تلاقی رودخانه‌های متکواری و لیاخوی بزرگ، ۵۸۸ متر (۱۹۲۹ فوت) بالاتر از سطح دریا واقع شده است. آب و هوای آن نیمه گرمسیری مرطوب است که در حال گذار به آب و هوای مرطوب قاره ای با هوای گرم و نسبتا مرطوب است. تابستان ها معمولا گرم است. میانگین دمای سالانه ۱۱.۲ درجه سانتی گراد (۵۲.۲ درجه فارنهایت)، حداقل در ژانویه(۴- درجه سانتی گراد یا ۳۱.۳ درجه فارنهایت) و حداکثر در ماه جولای و آگوست (۲۲.۱ درجه سانتی گراد یا ۷۱.۸ درجه فارنهایت) است.  بیشترین میزان بارش در ماه می (۶۵.۸ میلی متر یا ۲.۶ اینچ) و حداقل در ماه فوریه (۲۸.۲ میلی متر یا ۱.۱ اینچ) رخ می دهد.  میانگین بارندگی در اینجا ۵۰۷ میلی متر (۲۰ اینچ) است. بالاترین دمای ثبت شده: ۳۸ درجه سانتی گراد معادل(۱۰۰.۴ درجه فارنهایت) در ۱۳ اوت سال ۲۰۰۶ میلادی توسط ایستگاه هواشناسی منطقه به ثبت رسید. کمترین دمای ثبت شده: ۲۲.۲- درجه سانتی گراد (۰.۸- درجه فارنهایت) در ۱۶ دسامبر سال ۲۰۰۴ میلادی به ثبت رسید. آنگونه که به نظر میرسد آب و هوای گوری در بیشتر روزهای سال باید سرد و خنک باشد.
| داده‌های اقلیم گوری (۱۹۹۱–۲۰۲۰ نرمال، بیشترین ۱۹۸۱-۲۰۲۰) | داده‌های اقلیم گوری (۱۹۹۱–۲۰۲۰ نرمال، بیشترین ۱۹۸۱-۲۰۲۰) | داده‌های اقلیم گوری (۱۹۹۱–۲۰۲۰ نرمال، بیشترین ۱۹۸۱-۲۰۲۰) | داده‌های اقلیم گوری (۱۹۹۱–۲۰۲۰ نرمال، بیشترین ۱۹۸۱-۲۰۲۰) | داده‌های اقلیم گوری (۱۹۹۱–۲۰۲۰ نرمال، بیشترین ۱۹۸۱-۲۰۲۰) | داده‌های اقلیم گوری (۱۹۹۱–۲۰۲۰ نرمال، بیشترین ۱۹۸۱-۲۰۲۰) | داده‌های اقلیم گوری (۱۹۹۱–۲۰۲۰ نرمال، بیشترین ۱۹۸۱-۲۰۲۰) | داده‌های اقلیم گوری (۱۹۹۱–۲۰۲۰ نرمال، بیشترین ۱۹۸۱-۲۰۲۰) | داده‌های اقلیم گوری (۱۹۹۱–۲۰۲۰ نرمال، بیشترین ۱۹۸۱-۲۰۲۰) | داده‌های اقلیم گوری (۱۹۹۱–۲۰۲۰ نرمال، بیشترین ۱۹۸۱-۲۰۲۰) | داده‌های اقلیم گوری (۱۹۹۱–۲۰۲۰ نرمال، بیشترین ۱۹۸۱-۲۰۲۰) | داده‌های اقلیم گوری (۱۹۹۱–۲۰۲۰ نرمال، بیشترین ۱۹۸۱-۲۰۲۰) | داده‌های اقلیم گوری (۱۹۹۱–۲۰۲۰ نرمال، بیشترین ۱۹۸۱-۲۰۲۰) | داده‌های اقلیم گوری (۱۹۹۱–۲۰۲۰ نرمال، بیشترین ۱۹۸۱-۲۰۲۰) |
| ماه                                                     | ژانویه                                                  | فوریه                                                   | مارس                                                    | آوریل                                                   | مه                                                      | ژوئن                                                    | ژوئیه                                                   | اوت                                                     | سپتامبر                                                 | اکتبر                                                   | نوامبر                                                  | دسامبر                                                  | سال                                                     |
| ------------------------------------------------------- | ------------------------------------------------------- | ------------------------------------------------------- | ------------------------------------------------------- | ------------------------------------------------------- | ------------------------------------------------------- | ------------------------------------------------------- | ------------------------------------------------------- | ------------------------------------------------------- | ------------------------------------------------------- | ------------------------------------------------------- | ------------------------------------------------------- | ------------------------------------------------------- | ------------------------------------------------------- |
| سابقهٔ بیش‌ترین °C (°F)                                   | ۱۵٫۶ (۶۰)                                               | ۲۰٫۵ (۶۹)                                               | ۲۶٫۰ (۷۹)                                               | ۳۰٫۵ (۸۷)                                               | ۳۲٫۰ (۹۰)                                               | ۳۶٫۸ (۹۸)                                               | ۳۷٫۴ (۹۹)                                               | ۳۸٫۰ (۱۰۰)                                              | ۳۶٫۶ (۹۸)                                               | ۳۰٫۹ (۸۸)                                               | ۲۵٫۰ (۷۷)                                               | ۲۰٫۰ (۶۸)                                               | ۳۸٫۰ (۱۰۰)                                              |
| میانگین بیش‌ترین °C (°F)                                 | ۵٫۴ (۴۲)                                                | ۷٫۱ (۴۵)                                                | ۱۲٫۲ (۵۴)                                               | ۱۷٫۵ (۶۴)                                               | ۲۲٫۲ (۷۲)                                               | ۲۶٫۳ (۷۹)                                               | ۲۹٫۱ (۸۴)                                               | ۲۹٫۷ (۸۵)                                               | ۲۵٫۰ (۷۷)                                               | ۱۹٫۱ (۶۶)                                               | ۱۱٫۸ (۵۳)                                               | ۶٫۵ (۴۴)                                                | ۱۷٫۷ (۶۴)                                               |
| میانگین کم‌ترین °C (°F)                                  | −۳٫۳ (۲۶)                                               | −۲٫۷ (۲۷)                                               | ۱٫۰ (۳۴)                                                | ۵٫۱ (۴۱)                                                | ۹٫۹ (۵۰)                                                | ۱۴٫۰ (۵۷)                                               | ۱۷٫۲ (۶۳)                                               | ۱۷٫۰ (۶۳)                                               | ۱۲٫۸ (۵۵)                                               | ۷٫۴ (۴۵)                                                | ۱٫۴ (۳۵)                                                | −۲٫۲ (۲۸)                                               | ۶٫۵ (۴۴)                                                |
| سابقهٔ کم‌ترین °C (°F)                                    | −۱۹٫۶ (−۳)                                              | −۱۹٫۹ (−۴)                                              | −۱۵٫۱ (۵)                                               | −۱۰٫۵ (۱۳)                                              | −۱٫۰ (۳۰)                                               | ۲٫۸ (۳۷)                                                | ۷٫۷ (۴۶)                                                | ۶٫۱ (۴۳)                                                | −۰٫۲ (۳۲)                                               | −۴٫۸ (۲۳)                                               | −۱۱٫۵ (۱۱)                                              | −۲۲٫۲ (−۸)                                              | −۲۲٫۲ (−۸)                                              |
| بارندگی میلی‌متر (اینچ)                                  | ۲۹٫۰ (۱٫۱۴)                                             | ۲۸٫۲ (۱٫۱۱)                                             | ۳۵٫۷ (۱٫۴۱)                                             | ۵۳٫۱ (۲٫۰۹)                                             | ۶۵٫۸ (۲٫۵۹)                                             | ۵۸٫۷ (۲٫۳۱)                                             | ۴۱٫۳ (۱٫۶۳)                                             | ۳۶٫۶ (۱٫۴۴)                                             | ۳۵٫۲ (۱٫۳۹)                                             | ۴۱٫۹ (۱٫۶۵)                                             | ۴۷٫۴ (۱٫۸۷)                                             | ۳۳٫۷ (۱٫۳۳)                                             | ۵۰۶٫۶ (۱۹٫۹۴)                                           |
| میانگین روزهای بارندگی (≥ ۱.۰ mm)                       | ۶٫۴                                                     | ۶                                                       | ۶٫۸                                                     | ۸٫۳                                                     | ۱۰٫۱                                                    | ۸٫۵                                                     | ۵٫۶                                                     | ۵٫۱                                                     | ۵٫۳                                                     | ۶٫۸                                                     | ۶٫۸                                                     | ۶٫۶                                                     | ۸۲٫۳                                                    |
| منبع: NCEI                                              |                                                         |                                                         |                                                         |                                                         |                                                         |                                                         |                                                         |                                                         |                                                         |                                                         |                                                         |                                                         |                                                         |

## تاریخچه

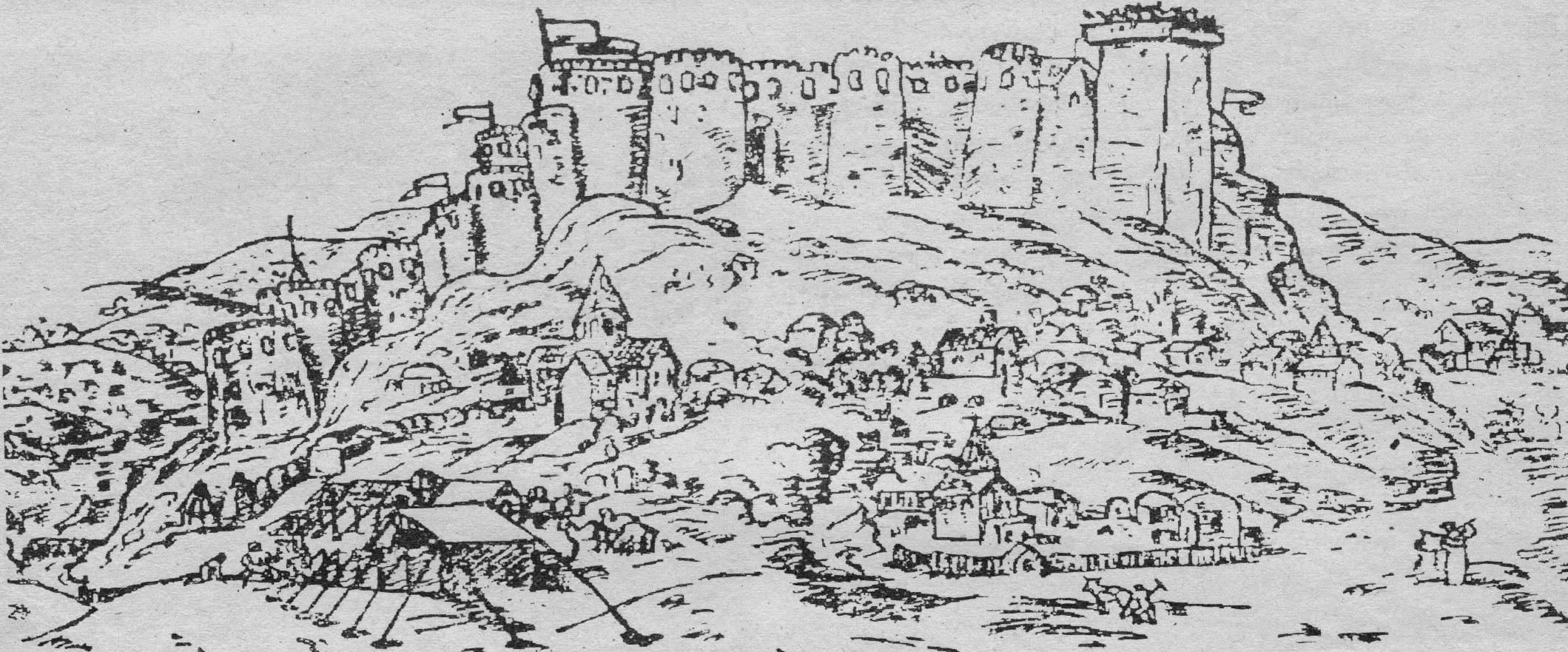

قلعه گوری در سال ۱۶۴۲، توسط یک مبلغ ایتالیایی، کریستوفورو کاستلی.
قلمرو گوری از اوایل عصر برنز پرجمعیت بوده است. طبق تواریخ قرون وسطی گرجستان، شهر گوری توسط پادشاه داوید چهارم (۱۰۸۹-۱۱۲۵) که پناهندگان ارمنستان را در آنجا اسکان داد، تأسیس شد. با این حال، به نظر می رسد که قلعه گوری (گوریس-تسیخه) قبلاً در قرن هفتم مورد استفاده قرار می گرفته است و شواهد باستان شناسی حاکی از وجود جامعه شهری در دوران باستان کلاسیک است. در سال ۱۲۹۹، گوری توسط قبایل آلان که از فتح وطن اصلی خود در قفقاز شمالی توسط مغول ها فرار می کردند، تسخیر شد. پادشاه گرجستان، جورج پنجم، شهر را در سال ۱۳۲۰ پس گرفت و آلان ها را از بالای کوه های قفقاز به عقب راند.
قلعه گوری در بالای تپه

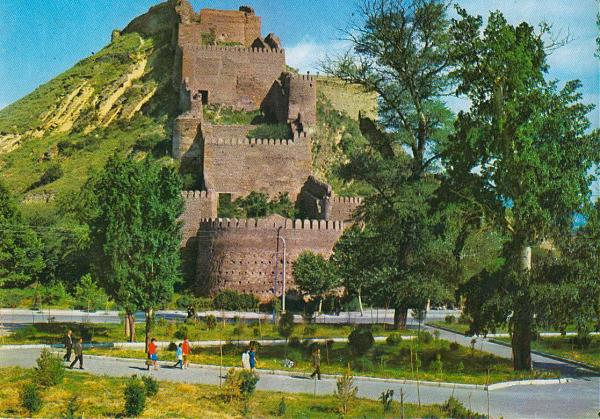

با سقوط پادشاهی قرون وسطایی گرجستان، گوری  که به لحاظ استراتژیک در تقاطع مسیرهای ترانزیتی اصلی قرار داشت، اغلب مورد هدف مهاجمان خارجی قرار می گرفت و در موارد متعددی اربابان خود را تغییر داد. اولین بار توسط اوزون حسن از آک کویونلوها در سال ۱۴۷۷ و پس از آن طهماسب اول از ایران در اواسط قرن شانزدهم تصرف و غارت شد. در پایان آن قرن، گوری برای مدت کوتاهی از طریق جنگ عثمانی-فارس (۱۵۹۰-۱۵۷۸) به دست عثمانی‌ها افتاد و به پایگاه اصلی آنها در گرجستان تبدیل شد تا اینکه پس از نبردهای سنگین در سال ۱۵۹۹ توسط گرجی‌ها تحت فرماندهی سیمون اول کارتلی پس گرفته شد. بار دیگر در سال ۱۶۱۴ توسط ایرانیان تحت فرمان شاه عباس اول عمدتاً یک پادگان نظامی شد. پس از اشغال های پی در پی توسط عثمانی ها (۱۷۲۳-۱۷۳۵) و ایرانی‌ها (۱۷۳۵-۱۷۴۰)، گوری به کنترل گرجستان تحت فرمان پادشاهان تیموراز دوم و ارکل دوم بازگشت که تلاش های آنها به پیشرفت شهر کمک شایانی کرد.اقتصاد و فرهنگ در شهر پس از الحاق گرجستان به روسیه کمی دستخوش تغییر شد، گوری در سال ۱۸۰۱ به عنوان یک شهر در منطقه گوری اویزد در استان تفلیس قرار گرفت. این شهر در طول قرن نوزدهم از نظر وسعت و جمعیت افزایش یافت. طرحی از سال ۱۸۲۴ شهر را در دامنه تپه زیر ارگ، و خندقی در اطراف آن نشان می دهد. این شهر در زلزله ۱۹۲۰ ویران شد و در دوره شوروی تقریباً به طور کامل بازسازی شد. گوری که یک مرکز صنعتی مهم در زمان شوروی بود، از یک فروپاشی اقتصادی و خروج جمعیت در طول سال‌های بحران پس از شوروی در دهه ۱۹۹۰ رنج برد. گوری به منطقه درگیری گرجستان و اوستیایی نزدیک است.این شهر از طریق یک خط آهن که از اوایل دهه ۱۹۹۰ منحل شده است، به تسخینوالی، پایتخت اوستیای جنوبی متصل بود. از دهه ۲۰۰۰، گرجستان زیرساخت های نظامی را در داخل و اطراف شهر افزایش داده است. بدین ترتیب، بیمارستان نظامی مرکزی از تفلیس به گوری منتقل شد و در اکتبر ۲۰۰۶ تجهیز شد. در ۱۸ ژانویه ۲۰۰۸، دومین پایگاه استاندارد ناتو گرجستان برای قرار دادن تیپ پیاده نظام ۱ (گرجستان) از نیروهای زمینی گرجستان در گوری تأسیس شد. شعبه آکادمی علوم کشاورزی گرجستان در سال ۱۹۹۵ در این شهر تأسیس شد. این دانشگاه در سال ۲۰۰۳ به دانشگاه سوخیشویلی تبدیل شد.

### جنگ ۲۰۰۸ با روسیه

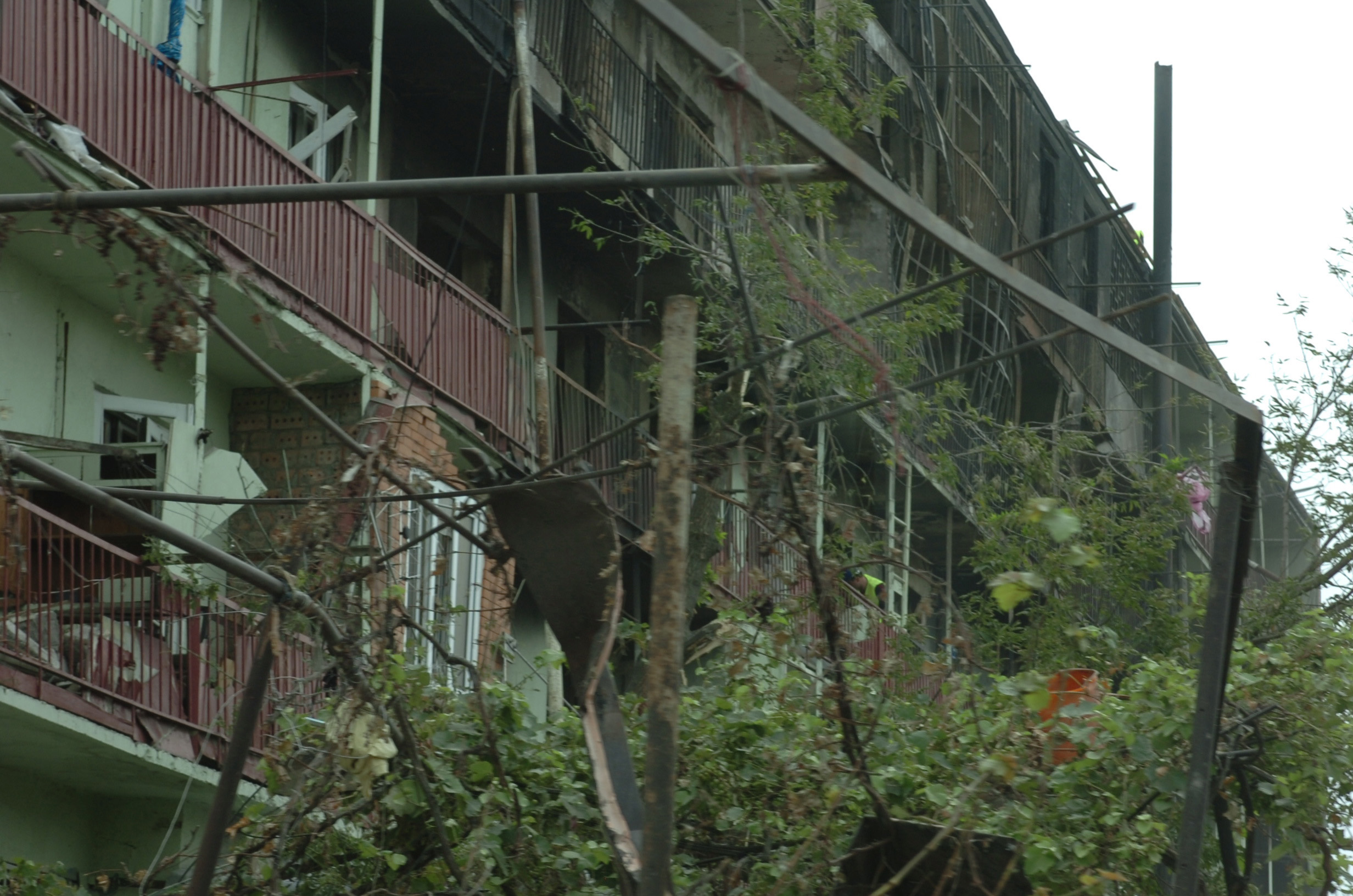

یک ساختمان آپارتمانی آسیب دیده در گوری
در جنگ ۲۰۰۸ روسیه و گرجستان، این شهر از همان ابتدای درگیری مورد حمله هوایی نیروی هوایی روسیه قرار گرفت. اهداف نظامی و مناطق مسکونی گوری توسط حملات هوایی مورد هدف قرار گرفتند که منجر به زخمی شدن و کشته شدن غیرنظامیان شد. دیده‌بان حقوق بشر (HRW) مدعی شد که نیروهای روسیه به طور بی رویه بمب های خوشه ای را در مناطق غیرنظامی اطراف گوری مستقر کرده اند. به گفته دیده‌بان حقوق بشر، در ۱۲ اوت، نیروهای روسی بمب‌های خوشه‌ای را در مرکز گوری پرتاب کردند که در نتیجه آن ۱۱ غیرنظامی کشته و ده‌ها نفر دیگر زخمی شدند. مقامات نظامی روسیه استفاده از مهمات خوشه‌ای در درگیری را رد می‌کنند و ادعای دیده‌بان حقوق بشر را «تهمت‌آمیز» می‌خوانند و عینی بودن آن را زیر سؤال می‌برند. تعداد زیادی بمب منفجر نشده توسط مردم محلی و کارمندان دیده‌بان حقوق بشر پیدا شده است. تا ۱۱ اوت، پرسنل نظامی گرجستان، دولت و اکثر ساکنان شهر را ترک کردند، که سپس توسط ارتش روسیه و شبه نظامیان جدایی طلب اوستیای جنوبی تسخیر و اشغال شد. دیده بان حقوق بشر شبه‌نظامیان را به راه اندازی کمپین های غارت، آتش زدن، آدم ربایی و سایر حملات علیه جمعیت غیرنظامی باقی مانده متهم کرد. نیروهای روسیه و اوستیای جنوبی در ۲۲ اوت ۲۰۰۸ میلادی از شهر خارج شدند. روز بعد واحدهای ارتش گرجستان به گوری بازگشتند. با این حال، پست های بازرسی روسیه در نزدیکی گوری و همچنین در مناطق به اصطلاح حائل در نزدیکی مرزهای آبخازیا و اوستیای جنوبی باقی ماندند.

## جمعیت شناسی

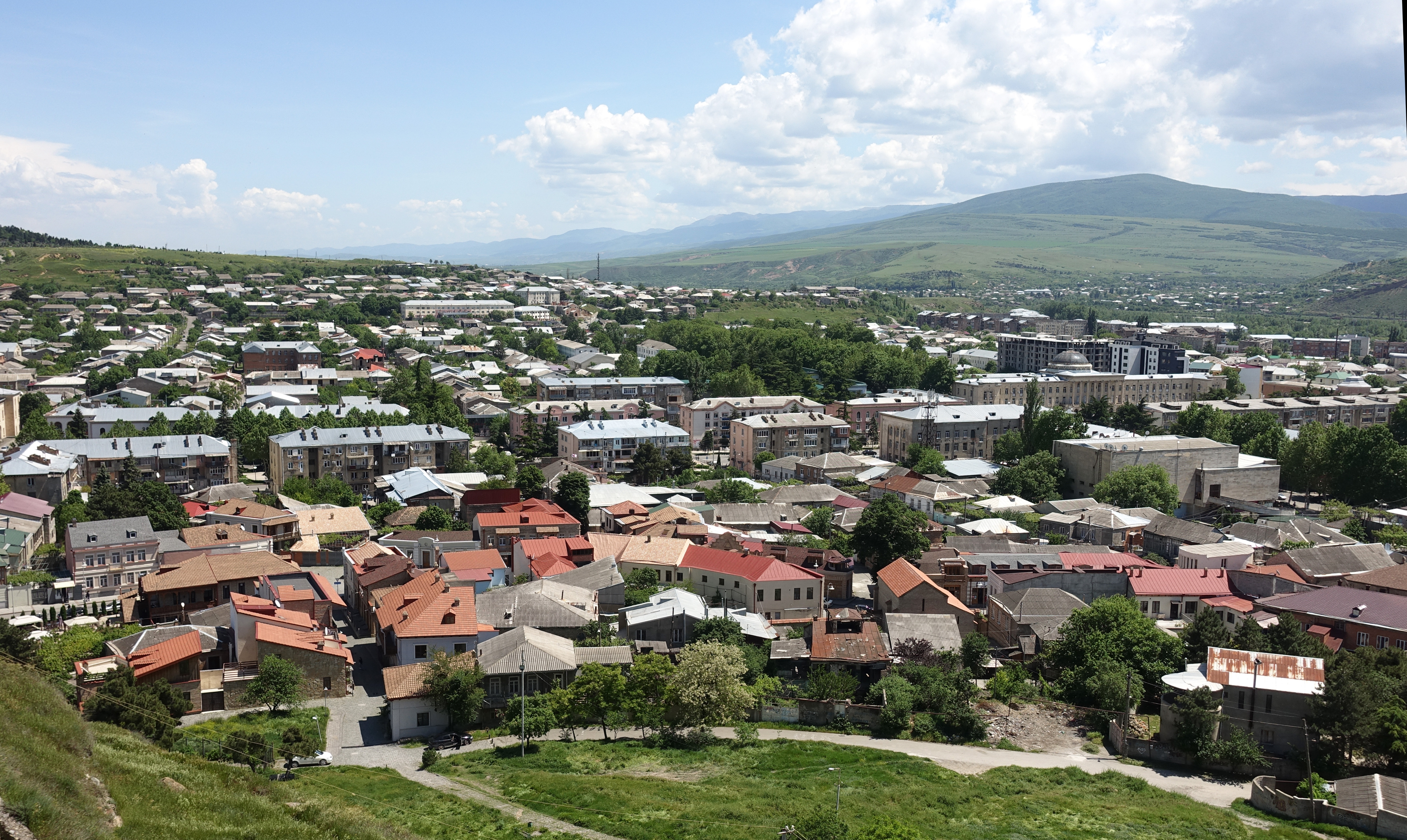

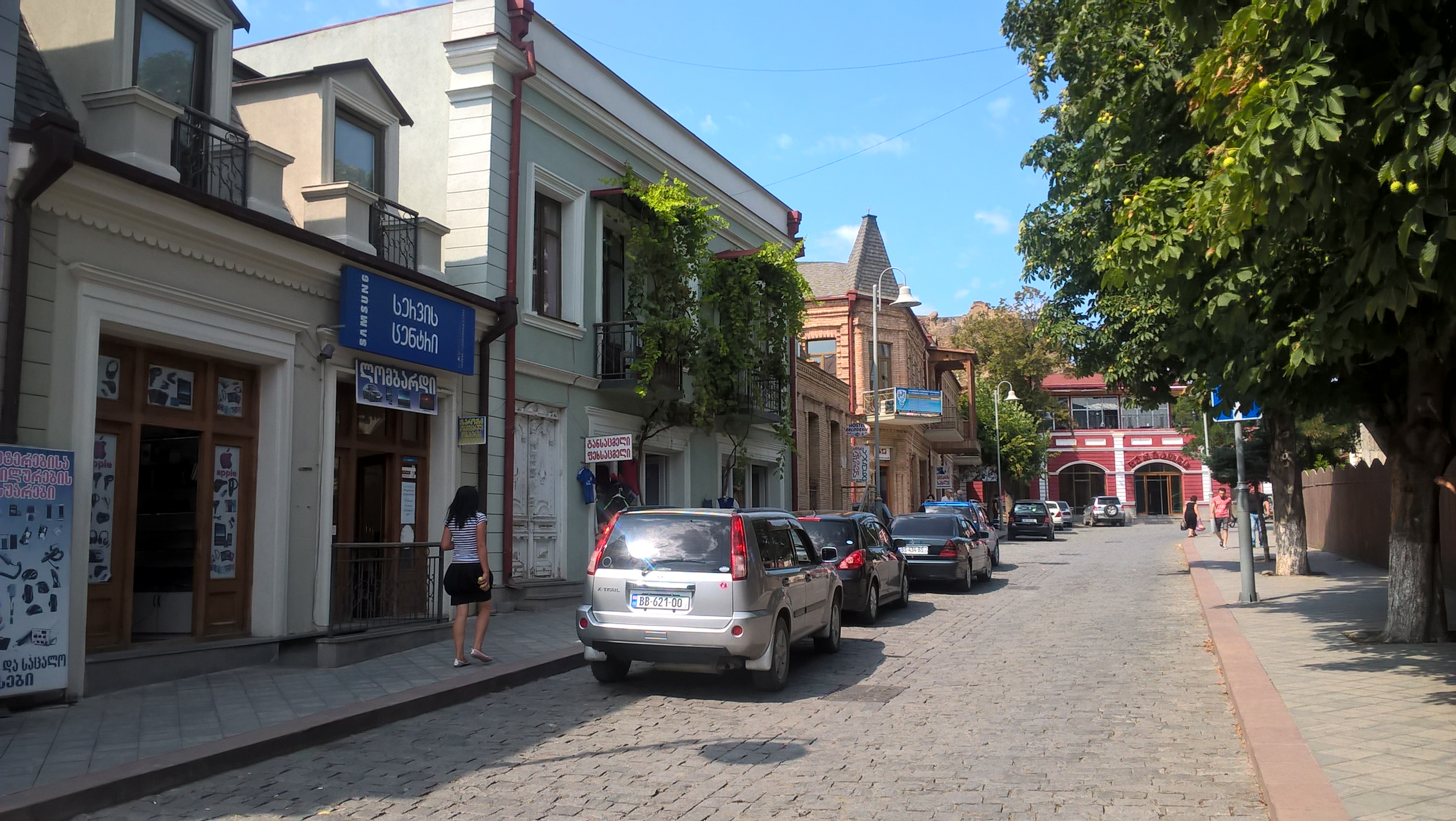

نمای هوایی از گوری سال ۲۰۱۸ میلادی
خیابان آکاکی تسرتلی
| سال   | ۱۸۶۵  | ۱۸۹۷   | ۱۹۱۴   | ۱۹۱۶   | ۱۹۷۷   | ۱۹۸۹   | ۲۰۰۲   | ۲۰۱۴   | ۲۰۲۲   | ۲۰۲۳   |
| جمعیت | ۵/۱۰۰ | ۱۰/۲۶۹ | ۲۵/۳۵۵ | ۱۸/۴۵۴ | ۵۴/۱۰۰ | ۶۸/۹۲۴ | ۴۹/۵۲۲ | ۴۸/۱۴۳ | ۴۴/۵۲۴ | ۴۴/۳۸۷ |

## نقاط دیدنی

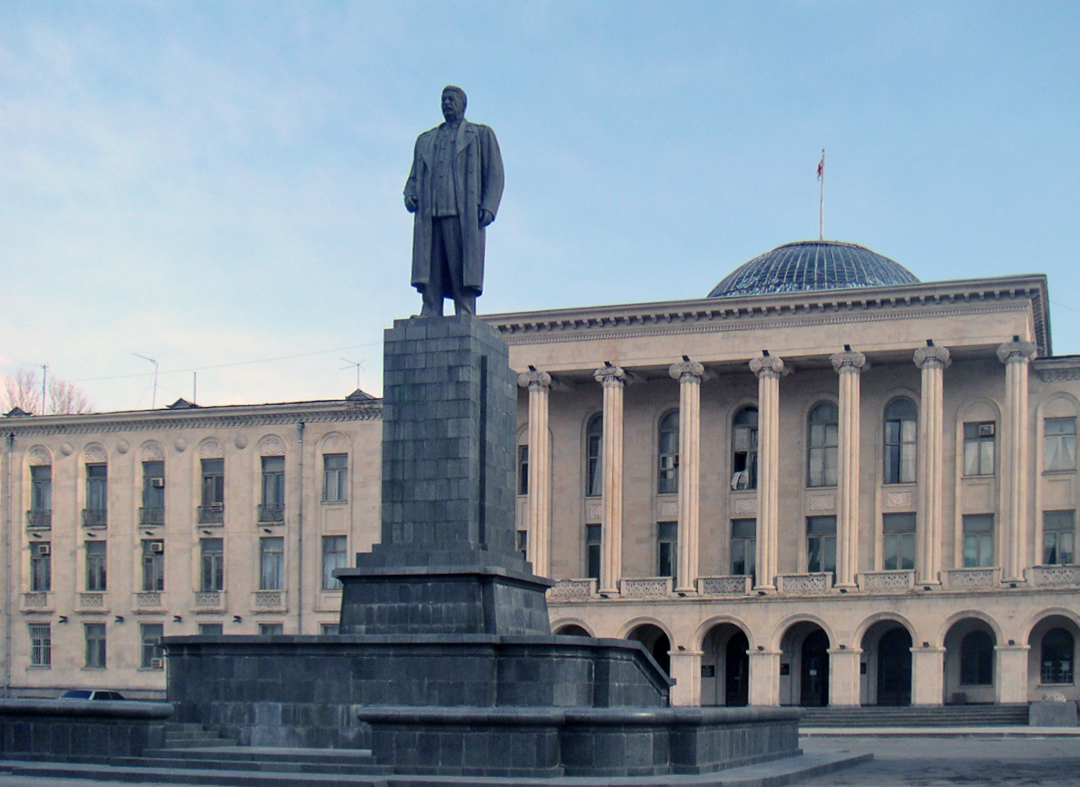

مجسمه استالین در جلوی تالار شهر ایستاده بود تا اینکه در سال ۲۰۱۰ به عنوان بخشی از فرآیند شوروی زدایی کشور برداشته شد.
ایستگاه قطار گوری
خیابان آکاکی تسرتلی در گوری

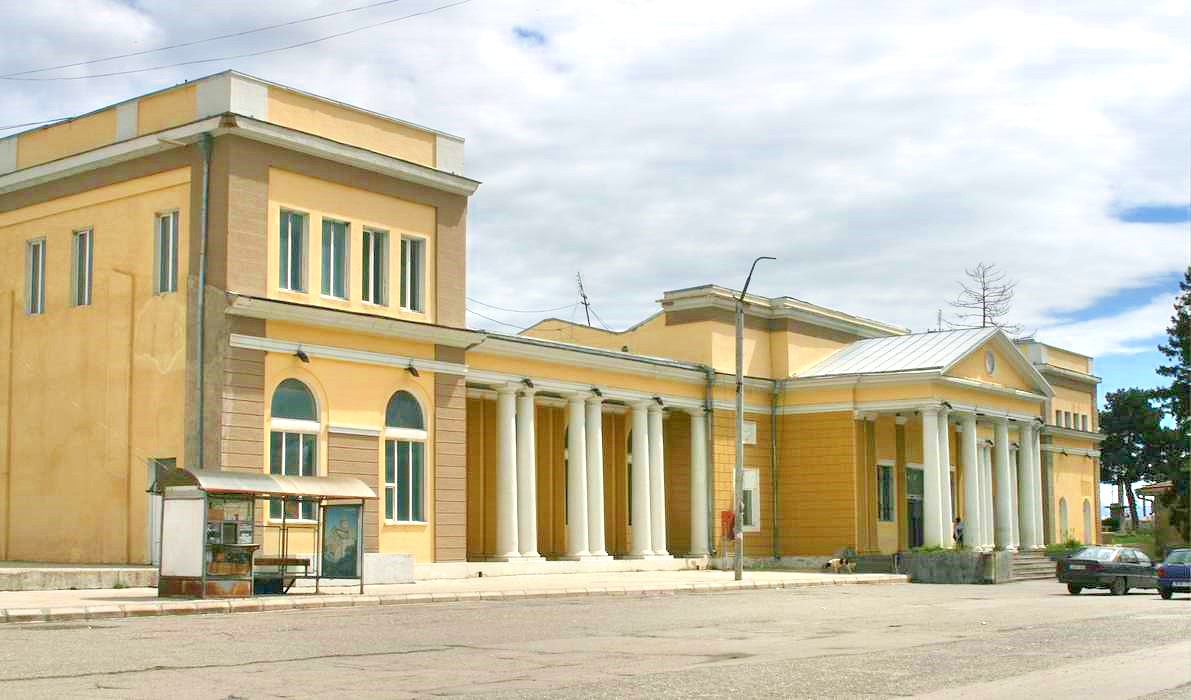

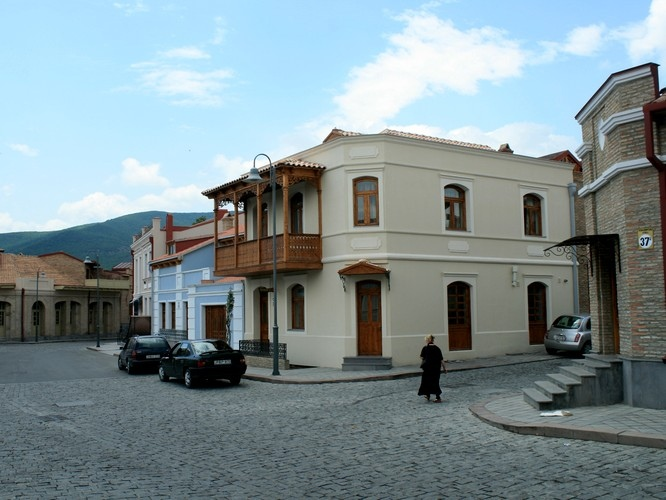

گوری و اطراف آن دارای چندین مکان برجسته فرهنگی و تاریخی است. اگرچه برای بسیاری از خارجی‌ها، گوری به‌عنوان زادگاه جوزف استالین شناخته می‌شود، اما در حافظه تاریخی گرجستان، این شهر از دیرباز با ارگ آن، قلعه گوری، که بر روی تپه‌ای صخره‌ای مشرف به بخش مرکزی شهر مدرن ساخته شده، مرتبط بوده است. بر روی تپه ای دیگر، کلیسای سنت جورج قرن هجدهم گوریجواری، مکانی محبوب برای زیارت، قرار دارد.  شهر سنگی باستانی معروف اوپلیستسیخه و کلیسای آتنی سیونی قرن هفتم در نزدیکی گوری قرار دارند. همراهی استالین با شهر توسط موزه جوزف استالین در مرکز شهر گوری و تا همین اواخر، بنای یادبود استالین در مقابل تالار شهر گوری، یکی از معدود بناهایی از این دست که از برنامه استالین زدایی نیکیتا خروشچف جان سالم به در برده است، تاکید شده است. این بنای تاریخی در دهه ۱۹۹۰ در گرجستان تازه استقلال یافته منبع بحث و جدل بود، اما برای چندین سال دولت پساکمونیستی با درخواست شهروندان گوری موافقت کرد و مجسمه را دست نخورده رها کرد. در نهایت در ۲۵ ژوئن ۲۰۱۰ حذف شد. با این حال، در ۲۰ دسامبر ۲۰۱۲، مجمع شهرداری گوری به بازسازی این بنای تاریخی رای داد.

## تقسیمات اداری
این شهر به ۱۱ ناحیه اداری تقسیم می شود که عبارتند از:

| No. | District                |   | No.                         | District                |                          | No. | District               |  | No. | District       |
| --- | ----------------------- | - | --------------------------- | ----------------------- | ------------------------ | --- | ---------------------- |  | --- | -------------- |
| ۱   | شهرک کِوِرناکی            |   | ۴                           | منطقه دوم تسمینداتسکالی |                          | ۷   | شهرک چالاتِسکارُوسوبانکی |  | ۱۰  | شهرک مرکزی اول |
| ۲   | شهرک وِرخوِبی             | ۵ | شهرک ذاغه‌نشینان             | ۸                       | شهرک منطقه یکم           | ۱۱  | شهرک مرکزی دوم منطقه   |  |     |                |
| ۳   | منطقه اول تسمینداتسکالی | ۶ | شهرک سادگوری-الکتریپیکاتسیا | ۹                       | کومبیناتی شهرک دوم منطقه |     |                        |  |     |                |

## افراد قابل توجه

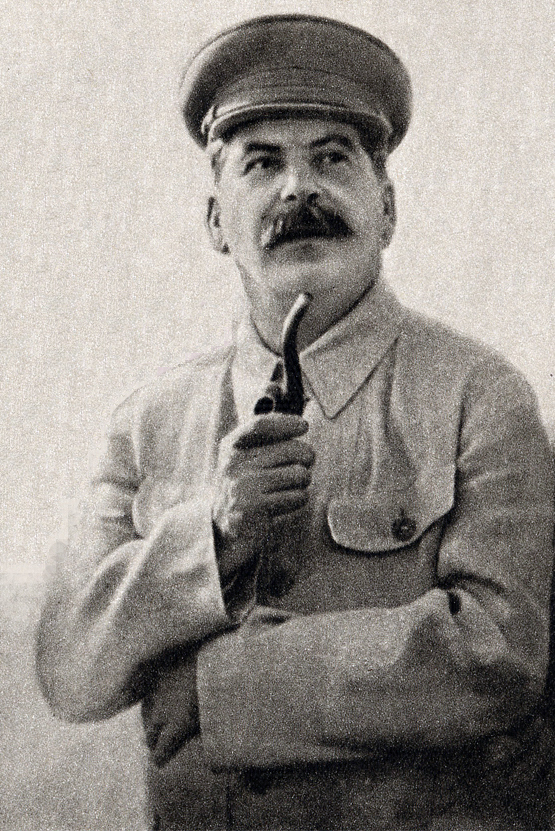
ژوزف استالین

- آناستازیا اریستاوی-خوشتاریا (۱۸۶۸-۱۹۵۱)، رمان نویس
- ژوزف استالین (۱۸۷۸–۱۹۵۳)، دومین رهبر اتحاد جماهیر شوروی و چهارمین نخست وزیر اتحاد جماهیر شوروی
- سیمون ارشکی تر پتروسیان (۱۸۸۲–۱۹۲۲)، انقلابی
- وانو مرادلی (۱۹۰۸–۱۹۷۰)، آهنگساز
- الکساندر ماچاواریانی (۱۹۱۳–۱۹۹۵)، آهنگساز
- الکساندر نادیرادزه (۱۹۱۴–۱۹۸۷)، مخترع
- ادوارد میرزویان (۱۹۲۱–۲۰۱۲)، آهنگساز
- سولخان سینتسادزه (۱۹۲۵–۱۹۹۱)، آهنگساز
- مراب مامارداشویلی (۱۹۳۰–۱۹۹۰)، فیلسوف
- گیورگی تنادزه (متولد سال ۱۹۶۲)، کشتی گیر
- واژا ترخنیشویلی (متولد سال ۱۹۷۱)، فوتبالیست
- جورجی کاندلاکی (متولد ۱۹۷۴)، بوکسر
- لاشا شاوداتواشویلی (متولد ۱۹۹۲)، جودوکار
- گنو پتریاشویلی (متولد ۱۹۹۴)، کشتی گیر
- اتو نیمسادزه (متولد ۱۹۸۹)، خواننده
- ولادیمیر هینچگاشویلی (متولد ۱۹۹۱)، کشتی گیر، قهرمان المپیک و جهان

## تاریخ
گوری از سال ۱۸۰۱ میلادی، به عنوان یک شهر شناخته می‌شود. اهمیت اقتصادی این شهر از سال ۱۸۷۲ پس از ساخت راه‌آهن تفلیس - پوتی افزایش یافت. پیش از انقلاب بزرگ، هیچ گونه صنایعی در شهر وجود نداشت و فقط صنایع دستی و بازرگانی فعالیت عمده را در کنار کشاورزی تشکیل می‌داد. زمین‌لرزه سال ۱۹۲۰ گوری سبب شد که بخش‌های زیادی از این شهر نابود شود.

## جغرافیا
این شهر، هم‌اکنون مساحتی حدود ۸۰۰ هکتار را در دو سوی ساحل رودهای متکواری و لیاخوی تشکیل می‌دهد. موقعیت جغرافیایی آن به عنوان محل تلاقی راه‌ها و دارا بودن اقلیم مناسب، تأثیر بسیار زیادی در شهر داشته‌است. در چهل سال گذشته جمعیت آن پنج برابر شده‌است. گوری را قلب ایالت شیدا کارتلی به‌شمار می‌آورند. راه‌های ارتباطی که نقاط مختلف را به هم متصل می‌کنند در این شهر یکدیگر را قطع می‌کنند.

گوری محل تلاقی راه‌آهن قفقاز جنوبی بوده و دارای ایستگاه راه‌آهن است. از این نقطه شاخه‌ای از راه‌آهن و جاده به تسخینوالی به سوی شمال کشیده شده‌است. علاوه بر آن از گوری شاه‌راهی به سوی درهٔ آتنی می‌رود.

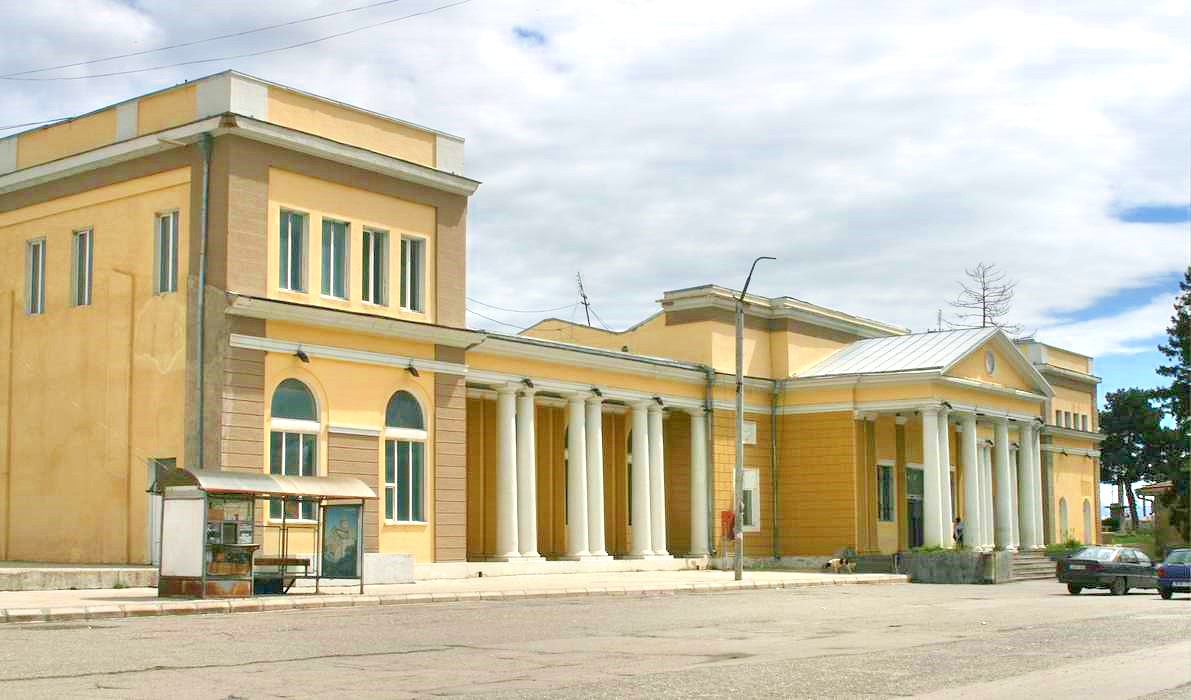
ایستگاه راه‌آهن

## صنعت
گوری یک شهر صنعتی است. اکثریت جمعیت آن را کارکنان بخش‌های صنعتی تشکیل می‌دهند. ساکنان این شهر بیشتر در صنایع گوناگون از جمله صنعت ساختمان و صنعت حمل و نقل اشتغال دارند. در ساحل راست رود لیاخوی، کارخانه نساجی فعال است که از سال ۱۹۴۵ تأسیس شده‌است. کارخانه کنسروسازی و شراب‌سازی گوری، جزو کارخانه‌های معتبر مواد غذایی گرجستان به‌شمار می‌روند. کمپوت میوه تولیدی این کارخانه در تمام منطقه و خارج از مرزهای کشور از شهرت زیادی برخوردار است. گوری یکی از مراکز مهم تولید میوه گرجستان است؛ و همچنین از صنعت تولید آلومینیم و آهن آلات سنگین این شهر برخوردار است.

## آثار تاریخی
موزه ادژی قرون وسطایی به نام گوریس تسیخه (به گرجی: გორის ციხე) بر این شهر مشرف است.
صومعه سیونی یکی از آثار بسیار معروف معماری قرن هفتم میلادی گرجستان است که در نزدیکی روستای آتنی قرار دارد. در این معبد نقاشی‌های دیواری که به قرن دهم میلادی تعلق دارد، بسیار معروف است.
ژوزف استالین در این شهر به دنیا آمده بود و تا سال ۱۸۹۴ در آن جا زندگی می‌کرد. خانهٔ استالین به موزه تبدیل شده‌است و همچنین مجسمهٔ بزرگی از استالین در شهر گوری ساخته شده بود که تا چندی پیش نیز پابرجا بود.
موزه استالین شهر گوری در فاصله ۶۸ کیلومتری شمال شرقی تفلیس پایتخت گرجستان قرار گرفته است. استالین رهبر شوروی سابق در جنگ جهانی دوم بود.

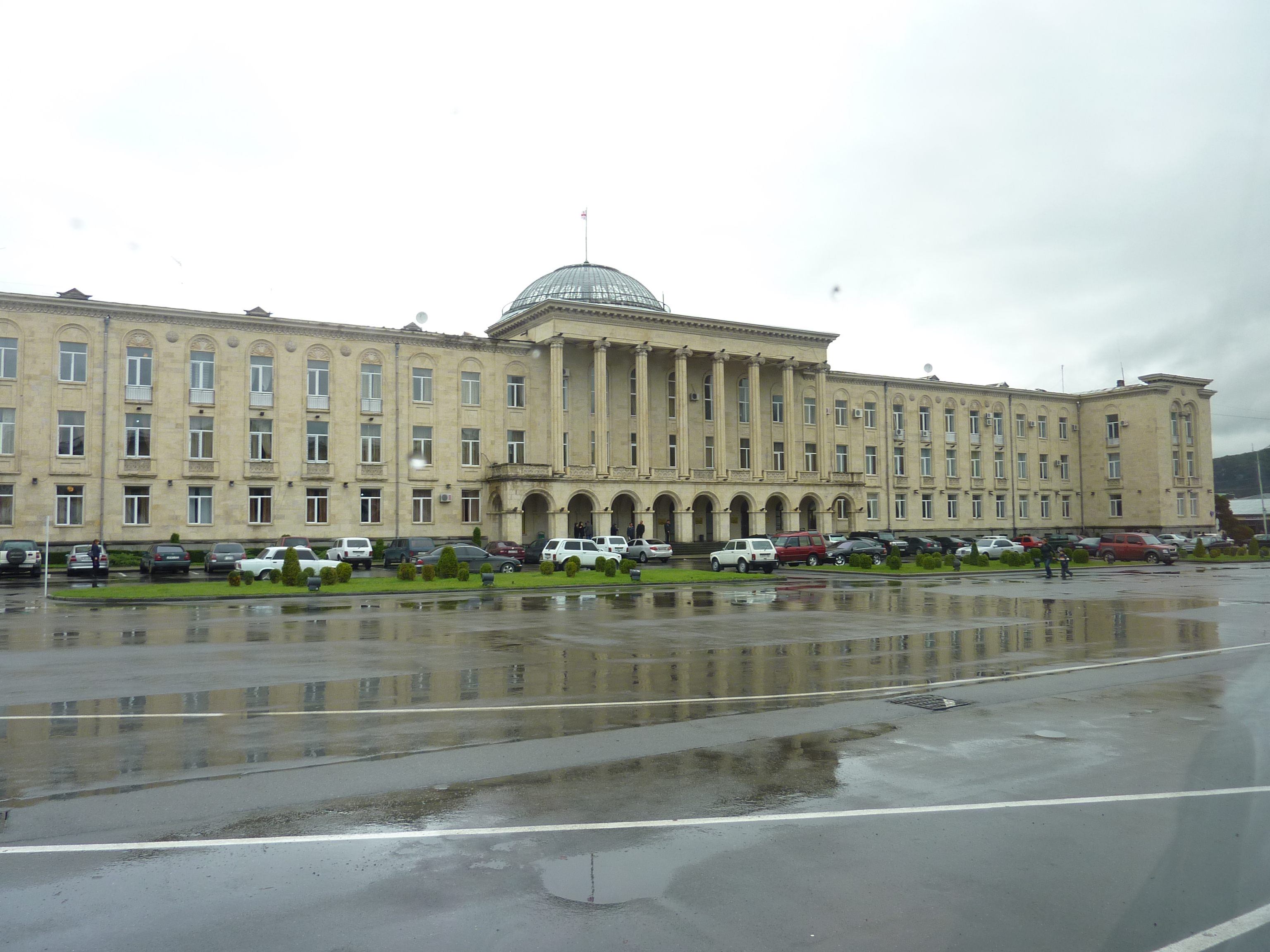
شهرداری گوری بدون مجسمه استالین

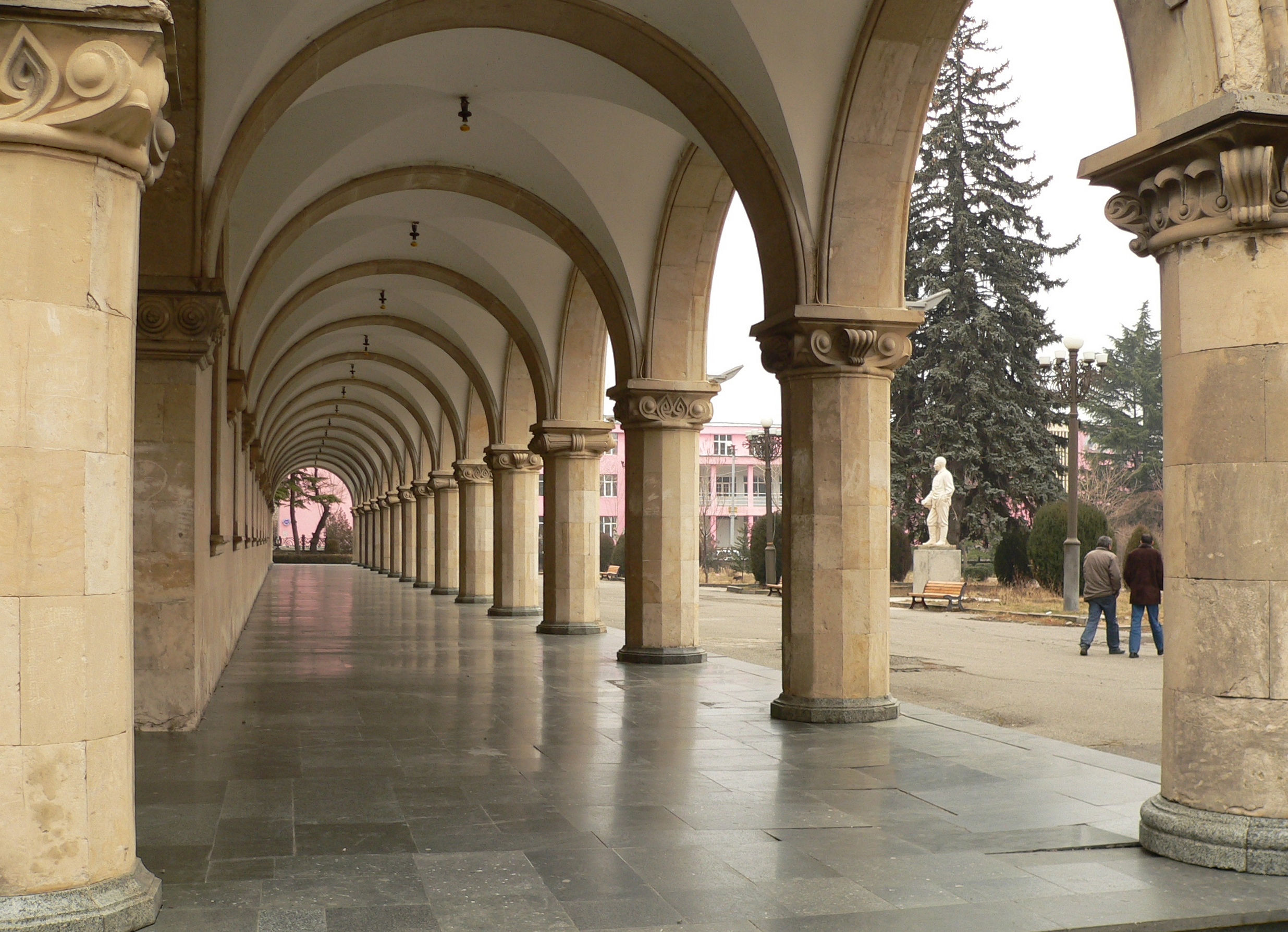
موزهٔ استالین

## مشاهیر گوری
- ژوزف استالین - رهبر اتحاد جماهیر شوروی
- یاکوب گوگباشویلی - نویسنده اولین کتاب درسی الفبای گرجی در ۱۸۶۵.
- فیلسوف مراب مامارداشویلی